# Krio Fernando Po
Het Krio Fernando Po of Fernando Po Creole is een Creoolse taal gesproken op Bioko, een eiland behorende bij Equatoriaal-Guinea. Het KFP is gebaseerd op Engels en is meegebracht door Creoolse immigranten uit Sierra Leone in 1827.
Er zijn zodoende sterke overeenkomsten met het Sierraleoonse Krio.
Alternatieve namen: Pidginglis, Fernandino, Criollo.